# Uniti per vincere
Uniti per vincere (Breathing Fire) è un film direct-to-video del 1991 diretto da Lou Kennedy e Brandon De-Wilde con Ke Huy Quan, Bolo Yeung e Jerry Trimble.

## Trama
Michael Moore, veterano del Vietnam, porta a termine con la sua banda, composta dalla sua amante Jenny e dai suoi uomini Tank, Alan e Thunder una rapina in banca con la complicità del direttore Peter Stern, anch'egli ex soldato in Vietnam insieme a Michael. Per garantire la lealtà di tutte le persone coinvolte, Michael chiude il bottino in una cassaforte, crea un calco delle chiavi in una finta pizza per poi affettarla e dare un pezzo ad ognuno dei suoi complici e distruggere le chiavi in modo che la cassaforte possa essere aperta solo con la presenza di tutti i membri. Il direttore della banca, preso dagli scrupoli, tenta di tirarsi fuori, ma Michael e la sua banda irrompono in casa sua e uccidono sia lui che la moglie. La figlia di Peter, Anna, riesce a salvarsi e a dirigersi da David Moore, fratello di Michael e amico di vecchia data di Peter, per consegnargli la sua fetta di pizza. David decide di nascondere la ragazza proprio in casa di Michael, ignaro del fatto che sia proprio il fratello l'assassino di Peter e sua moglie. Michael, non riconosciuto da Anna, accoglie i due nella sua casa che legano con i suoi figli Tony e Charlie, quest'ultimo adottato in Vietnam, a seguito della morte di sua madre della quale è responsabile proprio Michael. La banda di rapinatori tenta di impossessarsi della fetta di pizza mancante, ma David, esperto di arti marziali, riesce ad impedirglielo e a nascondere Anna altrove insieme a Tony e Charlie. I due nipoti, a seguito di un infortunio di David nel tentativo di difendere Anna, cercano di convincere lo zio ad insegnargli il suo stile di combattimento per poter essere maggiormente preparati nel caso venissero assaliti nuovamente. In un primo momento riluttante David, colpito dalla determinazione dei due giovani, decide di accontentarli. Una volta preparati, i due ragazzi riescono ad agganciare la banda, ottenendo la collaborazione di Tank, ormai pentito, che fornisce ai due i dettagli sulla spartizione del bottino. Al tempo stesso Michael, desideroso di tenere tutto per sé e Jenny, tradisce la sua banda nascondendo i lingotti altrove e facendo una soffiata alla polizia sul luogo e l'ora della spartizione. Tony e Charlie arrivano sul posto e riescono a mettere fuori gioco Alan e Thunder, mentre Tank viene ucciso da Michael, che aveva scaricato su di lui la colpa dell'arrivo della polizia. David scopre con estrema delusione che il responsabile di tutto è proprio il fratello, che oramai privo di senno, tenta di uccidere sia lui che Charlie, accorso in aiuto dello zio. Il ragazzo, che peraltro scopre con grandissimo dolore che il padre adottivo ha assassinato sua madre naturale, grazie agli insegnamenti dello zio, riesce a neutralizzare Michael che viene arrestato dalla polizia per rapina e omicidio. Tony, accorso sul posto in un secondo momento, incolpa il proprio fratello per l'arresto del padre. Tempo dopo i due fratelli si scontrano nella finale di un torneo di taekwondo, dove Tony riesce a battere Charlie che finisce in uno stato di incoscienza. Tony, rammaricato, tenta di soccorrere il fratello, che una volta ripresosi, si complimenta con lui per la vittoria del torneo. I due fratelli, ormai riconciliati possono festeggiare la vittoria di Tony, insieme allo zio David.

## Curiosità
- Per il ruolo di Tony, andato poi all'esordiente Eddie Saavedra, fu considerato Jason David Frank, divenuto famoso successivamente per il ruolo di Tommy Oliver nel franchise Power Rangers. L'attore dovette rifiutare il ruolo a causa di un infortunio.
- Il film venne girato in 39 giorni tra Chino Hills, Redlands e Fontana (California).